# カムギアトレーン
カムギアトレーンとは、4ストロークエンジンにおいて燃焼室の吸気・排気弁の動きを司るカムを回転させる動力の伝達に、通常のチェーン（カムチェーン）やベルト（タイミングベルト）ではなく、ギアを利用する方式のことである。

## 概要
チェーンやベルト方式と異なりテンショナーなどの押さえつけ機構やそれ自身の振動などの影響を受けないためバルブタイミングの精度を高めることが可能である。レース用をはじめとした高回転・高出力型のエンジンや信頼性や耐久性などで重要視される汎用、および農業機械用、産業用の各種エンジン（特にディーゼルエンジン）などでよく用いられる。ただし平歯車では騒音が大きすぎることから、市販車では斜歯歯車や、2枚重ねのギアにばねでテンションをかけるシザーズギア（本田技研工業では「せらしギア」と呼称している）などが必要となり、コストがかかるため市販車に用いられることは極めて希であり、一部オートバイなどにしか採用されていない。そのギヤ鳴り音は独特の高音で、電動モーターのような音に聞こえる。またメリットに対して駆動損失（＝駆動抵抗）のデメリットが大きい。
駆動損失が少ない順はチェーン駆動、ベルト駆動、ギア駆動であり、ギア駆動は最も損失が大きい機構である。カムギアトレーンは数枚の歯車を組み合わせることになり、さらに互いのギアが逃げないように押さえつける力を要求されるため、一般的なチェーン駆動と比べて駆動抵抗がかなり大きくなる。

### セミカムギアトレーン
ギアのみの構造ではなくチェーンやベルト方式を併用したもの。主な目的はカム駆動全体のコンパクト化であり、バルブタイミングの精度向上を目的としたフル・カムギアトレーンとは起点や思想が根本的に異なる。
カムギアトレーンはギアを収めるスペースとギア数の関係で配置に一定の制限があるが、セミカムギアトレーンでは中間にチェーン駆動などを介することでレイアウトの自由度が増し、カム駆動部分をコンパクトに仕上げることができる。このためカムや補器類のレイアウトに制限が多いV型エンジンや、各駆動軸を接近させた近年の自動二輪エンジンでの採用が多い。
カム駆動の具体的な話として、4ストロークエンジンは2対1の減速比でクランクからヘッドにあるカムまで駆動を伝達する必要があるが、フルカムギアトレーンの場合は駆動力に対するギアの大きさの限界があり、さらにギア飛び防止、駆動損失低減のためにも各ギアを少し大きく設計せざるを得ない。ホンダ・CR110のミッキーマウスと呼ばれたヘッドが好例である。通常のチェーン駆動の場合は駆動方式（伝達順序）の違いから各スプロケットを小さくすることが出来るが、DOHC方式の場合は二本のカムにチェーンを掛ける都合で駆動系全体がどうしても扇型に広がってしまううえ、テンショナーも大型なものが必要になる。それに対してセミカムギアトレーンの場合は各減速比を自由にできるためレイアウトにも無理がなく、チェーン部分のテンショナーも小さくすることが可能になる。部品点数と総幅は増えるが全体的には軽量コンパクトに仕上げることが出来、騒音対策の点でもギア部分のみ防音対策を行うことで制御しやすい。
総じてチェーン駆動よりコストは上がるが、精度を保ちつつエンジニアも設計しやすい方式である。

## 採用車種（市販二輪・四輪車）

### 四輪車
- マセラティ　MC12
- Aston Martin　Valkyrie
- Gordon Murray Automotive T.50
- Gordon Murray Automotive T.33

### 二輪車
- tm racing 250/300 Fi Twin MX/EN/SMX/SMR
- tm racing moto3
- ホンダ・CBR1000RR-R (セミカムギアトレーン)

### 商用車
- 三菱ふそう・スーパーグレート

#### 生産終了車種
- ホンダ・ホーネット（250ccのみ）
- ホンダ・VFR（1985年 - 2001年式 白バイ仕様は2008年まで）
- ホンダ・RVF
- ホンダ・CBR250FOUR
- ホンダ・CBR250R (MC17/MC19)
- ホンダ・CBR250RR(MC22)
- ホンダ・CBR400R
- ホンダ・CBR400RR
- ホンダ・CBR750スーパーエアロ
- ホンダ・CB-1
- ホンダ・CB250Fジェイド
- ホンダ・NR
- ホンダ・VTR1000 SP-1/2
- ホンダ・VF1000R サイドカバーにはCam Gear Driveと表記される
- ホンダ・CR110 うち49台は、保安部品を装着した公道走行可能モデル
- ホンダ・CR93 公道走行可能モデルあり
- ホンダ・CR71
- ホンダ・CR72
- スズキ・SV1000/S「セミカムギアトレーン」
- カワサキ・W650
- カワサキ・W400
- ベルティマーティ／VOR社のオフロード車全般
- ドゥカティのいわゆる「ベベル系」車両全般